# Makanrushi
Makanrushi (en ruso, Маканруши) es una isla rusa en el archipiélago de las Kuriles. Tiene una superficie de 49 km². Pertenece al grupo de las Kuriles septentrionales. 

## Geografía
Al sureste se encuentra la isla Onekotan, separada por el estrecho de Evreinov. 
La isla de Makanrushi se encuentra entre las coordenadas geográficas siguientes:
- latitud: 49°44' y 49°49' N,
- longitud: 154°23' y 154°29' E,
- máxima altitud: 1171 m s. n. m.

Al sureste se encuentra la isla Onekotan, separada por el estrecho de Evreinov. 
Administrativamente es controlada por el óblast de Sajalín.
- Datos: Q426915
- Multimedia: Makanrushi / Q426915